# Toshimasa Toba
Toshimasa Toba (japanisch 鳥羽 俊正 Toba Toshimasa; * 16. Juli 1975 in der Präfektur Aichi) ist ein ehemaliger japanischer Fußballspieler.

## Karriere
Toba erlernte das Fußballspielen in der Schulmannschaft der Chukyo University Chukyo High School und der Universitätsmannschaft der Juntendo-Universität. Seinen ersten Vertrag unterschrieb er 1998 bei den Mito HollyHock. Der Verein spielte in der zweithöchsten Liga des Landes, der Japan Football League. Für den Verein absolvierte er 151 Spiele. Ende 2003 beendete er seine Karriere als Fußballspieler.